# Az utolsó király
Az utolsó király (eredeti cím: Birkebeinerne) 2016-ban bemutatott norvég–ír–svéd–dán–magyar film, amelyet Nils Gaup rendezett.
A forgatókönyvet Ravn Lanesskog írta. A producerei Per Henry Borch, Mary Callery, Malene Ehlers, Peter Garde, Finn Gjerdrum, Gyárfás Eszter, Lone Korslund, Stein B. Kvae, Jackie Larkin, Lesley McKimm, Petrányi Viktória, Erik Poppe, Julius Solheim, Kaare Storemyr, Sós Judit és Henrik Zein. A főszerepekben Jakob Oftebro, Kristofer Hivju, Thorbjørn Harr, Pål Sverre Valheim Hagen és Ane Ulmoen Øverli láthatók. A film zeneszerzője Gaute Storaas. A film gyártója a Newgrange Pictures, a Nordisk Film Production, a Paradox Film 3 és a Proton Cinema, forgalmazója a Magnolia Pictures. Műfaja történelmi film és filmdráma. 
Norvégiában 2016. február 12-én, Magyarországon 2016. október 20-án mutatták be a mozikban.

## Szereplők
| Szereplő                   | Színész                  | Magyar hang            |
| -------------------------- | ------------------------ | ---------------------- |
| Skjervald                  | Jakob Oftebro            | Horváth Illés          |
| Torstein                   | Kristofer Hivju          | Schneider Zoltán       |
| Gisle                      | Pål Sverre Valheim Hagen | Szatory Dávid          |
| II. Inge norvég király     | Thorbjørn Harr           | Zámbori Soma           |
| IV. Haakon norvég király   | Benjamin Helstad         | Horváth-Töreki Gergely |
| Erlend                     | Stig Henrik Hoff         | Faragó András          |
| Orm                        | Nikolaj Lie Kaas         | Czvetkó Sándor         |
| Inga                       | Ane Ulmoen Øverli        | Vágó Bernadett         |
| Kristin                    | Thea Sofie Loch Næss     | Laudon Andrea          |
| Egil                       | Torkel Dommersnes Soldal | Timon Barnabás         |
| Stale                      | Åsmund Brede Eike        | Németh Gábor           |
| Audun                      | Jeppe Beck Laursen       | Karácsonyi Zoltán      |
| Margit királyné            | Lia Boysen               | Andresz Kati           |
| Gard                       | Fridtjov Såheim          | Fehérváry Márton       |
| További magyar hangok      |                          |                        |
| Kajtár Róbert, Szabó Endre |                          |                        |